# محلقمة
المحلقمة[بحاجة لمصدر] (الاسم العلمي: Oesophagostomum) هي جنس من الحيوانات الطفيلية حرة المعيشة من فصيلة الأسطونية تتبع رتبة الأسطونيات من شعبة الديدان الأسطوانية. تتواجد هذه الديدان في أفريقيا والبرازيل والصين واندونيسيا والفلبين. تتم غالبية حالات العدوى البشرية الناجمة عن المحلقمة في شمال توغو وغانا.

## أنواع
- المحلقمة البتيراء
- المحلقمة البتيراء
- المحلقمة المنشعبة
- المحلقمة البرومبتية
- المحلقمة المسننة
- المحلقمة المنتفخة
- المحلقمة الذائلة
- المحلقمة المشععة
- المحلقمة الاصطفانية
- المحلقمة الخنزيرية